# OVER VIEW
『OVER VIEW』（オーバービュー）は、2023年4月3日から2025年3月27日までZIP-FMで放送されていたラジオ番組である。

## 概要
「今の街の景色を届ける。街にこれからの景色を届ける。」をコンセプト、「街を変化をさせるエナジーはきっとあなたのエナジーになる」をキーワードに、街にスパイスを与える刺激的で魅力的な人、音楽やカルチャーを紹介する番組。
番組ハッシュタグは「#オーバービュー」。
2024年9月24日の放送をもって、コーリアがZIP-FMのナビゲーター及び番組ナビゲーターを降板すると、10日の放送で発表された。一方でコーリアのバトンを受け取るナビゲーターは、ZIP-FM「SOUND MIND」のナビゲーター上野正明が務めることが決定した。
2025年3月27日の放送をもって、番組終了となった。

## ナビゲーター
現在
- 上野正明（月・火担当、2024年9月30日 - ）
- 高樹リサ（水・木担当、2023年4月5日 - ）

過去
- コーリア留奈（月・火担当、2023年4月3日 - 2024年9月24日）

## 放送時間
- 毎週月曜 - 木曜 14:00 - 16:30（JST）（2023年4月3日 - ）